# Aleksandra Boertsjenkova
Alexandra Vasilyevna Burchenkova (Russisch: Александра Васильевна Бурченкова) (Velikiye Luki, 16 september 1988) is een Russische voormalig wielrenster.

## Carrière
Ze kwam uit voor Rusland op de Olympische Zomerspelen 2008 in Peking waar ze 43e werd in de wegrit. In 2010 werd ze Europees kampioene tijdrijden voor beloften. In 2011 werd ze bij de elite Russisch kampioene tijdrijden en won ze het eindklassement van de Ronde van Bretagne. Ze reed voor ploegen als S.C. Michela Fanini Rox en de vrouwenploeg van RusVelo.

## Palmares
2006

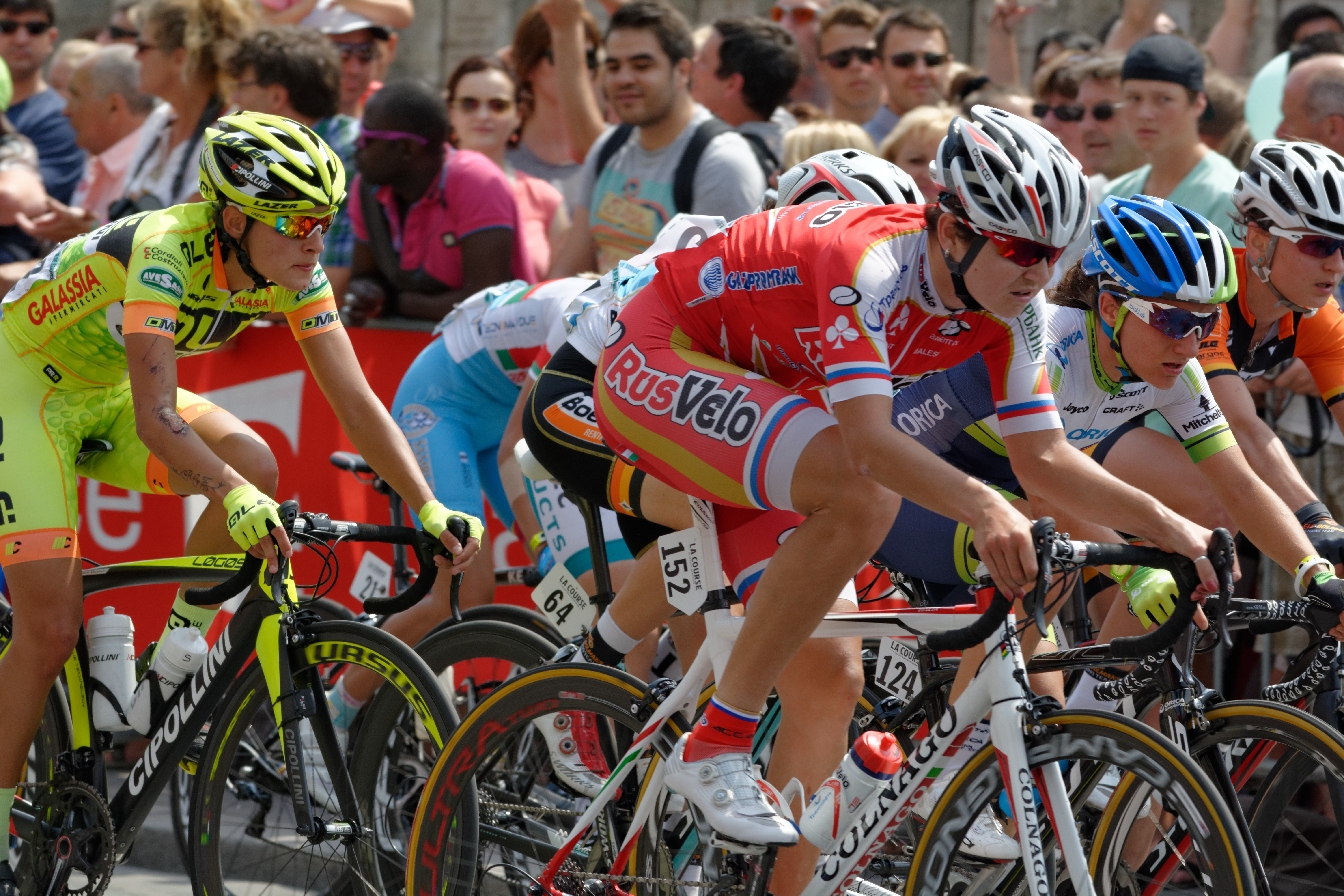
Burchenkova in La Course 2014.

 Europees kampioenschap tijdrijden, junior
2008
3e en 4e (ITT) etappe Ronde van Polen
2009
1e en 3e etappe Tour de Feminin - O cenu Českého Švýcarska
Eindklassement Tour de Feminin - O cenu Českého Švýcarska
 Russisch kampioenschap tijdrijden, elite
2010
 Europees kampioene tijdrijden, belofte
2011
 Russisch kampioene tijdrijden, elite
1e etappe Ronde van Bretagne
Eindklassement Ronde van Bretagne
4e etappe Gracia Orlova
2012
2e etappe Ronde van Adygeya
Eind- en bergklassement Ronde van Adygeya
2013
 Russisch kampioenschap tijdrijden, elite
1e etappe Ronde van Adygeya